# Тираспольская улица (Одесса, Приморский район)
Тираспо́льская у́лица — улица в Одессе, в исторической части города, от Тираспольской площади до Старопортофранковской улицы.

## История
На месте улицы проходила дорога в Тирасполь (указана на плане города 1794 года), в связи с чем улица и получила своё название.
Впервые название Тираспольская на карте города появилось в 1826 году. Первыми зданиями на улице стали склады для хранения зерна — основного товара местного порта. Застройка улицы сложилась в XX веке, сохранились здания конца XIX века, в частности, дома Давыдова, Шейнштейна, дом, где жил врач-онколог Ефим Дубовый, здание 2-й мужской гимназии, а также жилой д. 20 на углу с Дегтярной улицей.
На улице жили предприниматели и дипломаты. В д. 1, который был построен в конце XIX века, в начале XX века находилась переплётная мастерская, в 1909 году в этом же доме находился склад красок. Впоследствии здание заняло испанское консульство, а также книжный магазин.
Во 2-й мужской гимназии по адресу д. 7 (по данным некоторых краеведов, гимназия находилась в д. 9) в 1863—1865 годах учился болгарский поэт и революционер Христо Ботев (мемориальная доска).
С 19 ноября 1955 по 2 июня 1995 года улица называлась улицей 1905 года.
В 2007—2008 годах улица была реконструирована, проезжая часть была расширена до четырёх полос, был положен асфальт, были обновлены насаждения, а также проведена полная замена подземных коммуникаций.

## Достопримечательности
д. 16 — доходный дом Софьи Львовны Рудь

## Известные жители
д. 12 — Исаак Бабель, с 1905 года

## В литературе
Олег Губарь «Человек с улицы Тираспольской», 2000